# 1347
1347 (MCCCXLVII) a fost un an obișnuit al calendarului iulian, care a început într-o zi de miercuri.

## Nașteri
- 25 martie: Ecaterina de Siena  (d. 1380)
- dată necunoscută: Elisabeta de Pomerania regina a Boemiei (d. 1393)
- 31 martie: Frederic al III-lea, Duce al Austriei duce austriac (d. 1362)
- dată necunoscută: Stibor de Stiboricz  (d. 1414)

## Decese
- 11 octombrie: Ludovic al IV-lea al Sfântului Imperiu Roman  (n. 1282)
- dată necunoscută: Balică al Dobrogei  (n. ?)
- dată necunoscută: Teodor al Dobrogei  (n. ?)